# Krivoglavci
Krivoglavci är en ort i Bosnien och Hercegovina.   Den ligger i entiteten Federationen Bosnien och Hercegovina, i den centrala delen av landet, 7 km norr om huvudstaden Sarajevo. Krivoglavci ligger 551 meter över havet och antalet invånare är 456.
Terrängen runt Krivoglavci är huvudsakligen kuperad, men söderut är den platt.Runt Krivoglavci är det ganska tätbefolkat, med 93 invånare per kvadratkilometer.. Närmaste större samhälle är Sarajevo, 6,6 km söder om Krivoglavci. 
Omgivningarna runt Krivoglavci är en mosaik av jordbruksmark och naturlig växtlighet.